# Wu Bangguo

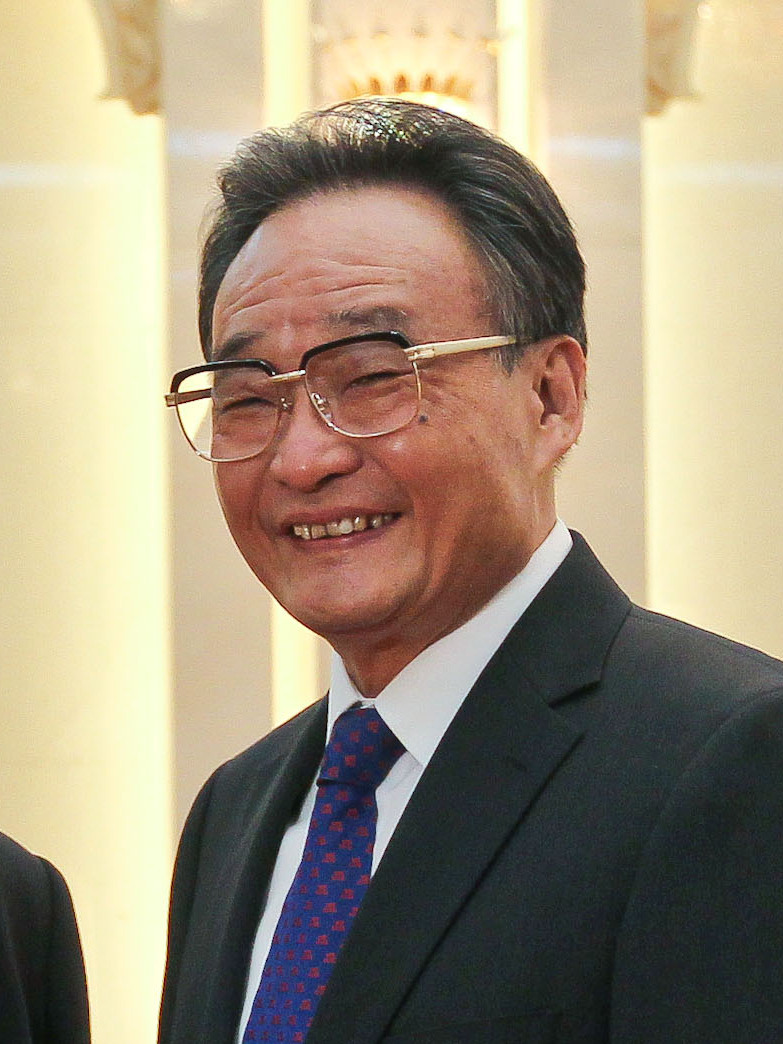
Wu Bangguo (2011)

Wu Bangguo (chinesisch 吳邦國 / 吴邦国, Pinyin Wú Bāngguó; * 22. Juli 1941 im Kreis Feidong in der Provinz Anhui in China; † 8. Oktober 2024 in Peking) war ein chinesischer Politiker. Von 2003 bis 2013 war er Vorsitzender des Nationalen Volkskongresses, des Parlaments der Volksrepublik China. Er war von 2002 bis November 2012 Mitglied des Ständigen Ausschusses des Politbüros der Kommunistischen Partei Chinas.

## Biografie
Wu Bangguo wurde 1941 im Kreis Feidong in der Provinz Anhui geboren. Er trat 1964 in die Kommunistische Partei Chinas ein und absolvierte ein Studium an der Tsinghua-Universität im Fachbereich Radio und Elektronik als Ingenieur, welches er 1967 abschloss. Ab 1967 war er als Arbeiter, Techniker und Büroleiter der Shanghaier Fabrik Nr. 3 für Elektronenröhren tätig. Ab dem Jahre 1978 gehörte er als stellvertretender Manager der Shanghaier Gesellschaft für Elektronikindustrie an.
Wu verbrachte den längsten Teil seiner politischen Karriere in Shanghai und gilt deshalb als Mitglied der Shanghai-Clique. 1983 wurde er Mitglied des Ständigen Ausschusses des Shanghaier Stadtparteikomitees und 1985 stellvertretender Parteisekretär von Shanghai. 1991 wurde er Parteisekretär Shanghais. 1999 wurde ihm vom Staatsrat die Zuständigkeit für die Reform der Staatsunternehmen übertragen. Auch führte er die Aufsicht über den Bau des Drei-Schluchten-Staudamms.
Wu war unter Zhu Rongji Vizepremier.